# Aifo
Aifo ist eine Insel im See Usipoka im Nordosten der indonesischen Insel Roti (Kleine Sundainseln).

## Geographie
AIfo liegt im Norden des Salzsees im Distrikt (Kecamatan) Landu Leko, Regierungsbezirk (Kabupaten) Rote Ndao in der Provinz Ost-Nusa Tenggara.